# Neodohrniphora mexicanae
Neodohrniphora mexicanae är en tvåvingeart som beskrevs av Ronald Henry Lambert Disney 1996. Neodohrniphora mexicanae ingår i släktet Neodohrniphora och familjen puckelflugor. Inga underarter finns listade i Catalogue of Life.